# Бесконечный узел
Бесконе́чный у́зел (англ. endless, санскр. śrīvatsa, тиб. Dpal be'u) является символическим узлом в Тибете и Монголии. Используется в тибетском буддизме, а также многими народами в текстильном изделии.
Топологически эквивалентен узлу 74.

## Символизм
В качестве символа поучений Будды, он представляет непрерывность двенадцати звеньев взаимозависимого происхождения, которые лежат в основе циклического существования.
Как символ ума Будды, вечный узел олицетворяет безграничную мудрость и сострадание Будды.
В буддизме «мистический узел» символизирует долговечность духовной жизни, нескончаемую мудрость и бодрость.
В Индо-тибетском буддизме — непостоянство, изменчивость, взаимозависимость, а также единство сострадания и мудрости.
В Китае — символ долголетия, преемственности, любви и гармонии.

## Распространение
Изображение бесконечного узла появляется на глиняных табличках Индской цивилизации (датируется около 2500 годом до н. э.).
«Узлы счастья» — орнаментальные решётки, типичные мотивы в джучидском монетном деле:278.

узел счастья или орнаментальная решётка

Преобразование в узел 7_{4}

На вщижской бронзовой арке «Путь солнца по небосводу» (Нижегород. губ. XIX в.) середины XII в. работы мастера Константина.
В индийской традиции известен с ведического времени как шриватса.
Изображения «вечных» узлов встречаются на предметах новгородского быта: декор ложки, орнамент на бересте.
Орнамент, украшающий ювелирные изделия в Новгороде XII века.
Встречается у забайкальских бурят, тувинцев, алтайцев, теленгитов, частично у эвенков, (нерчинских и других, а также у южных окитаившихся удэгейцев (тазов). За пределами Сибири широко распространен в Монголии, Тибете, Маньчжурии и Китае

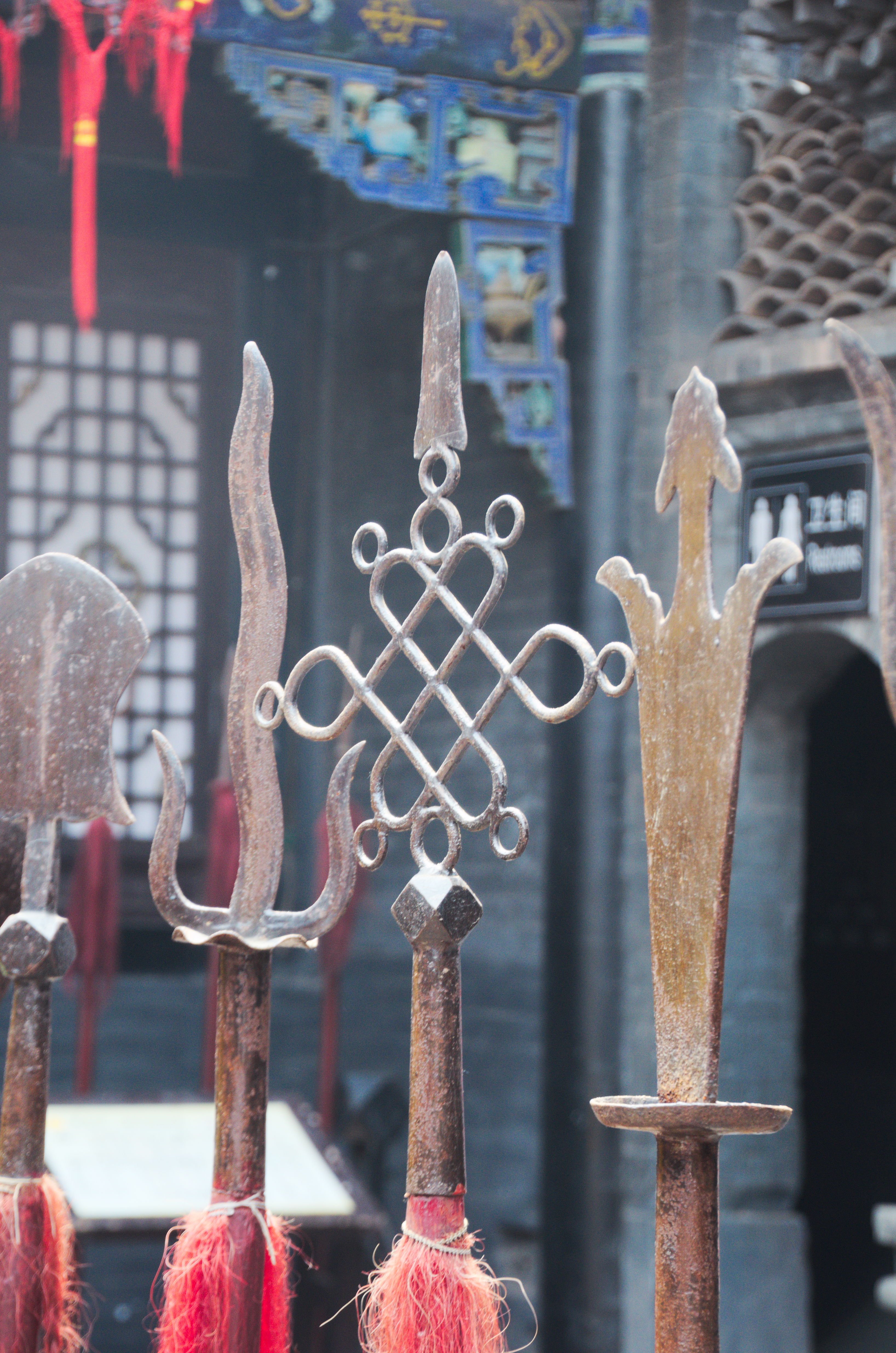
Алебарда в Пинъяо, провинция Шаньси
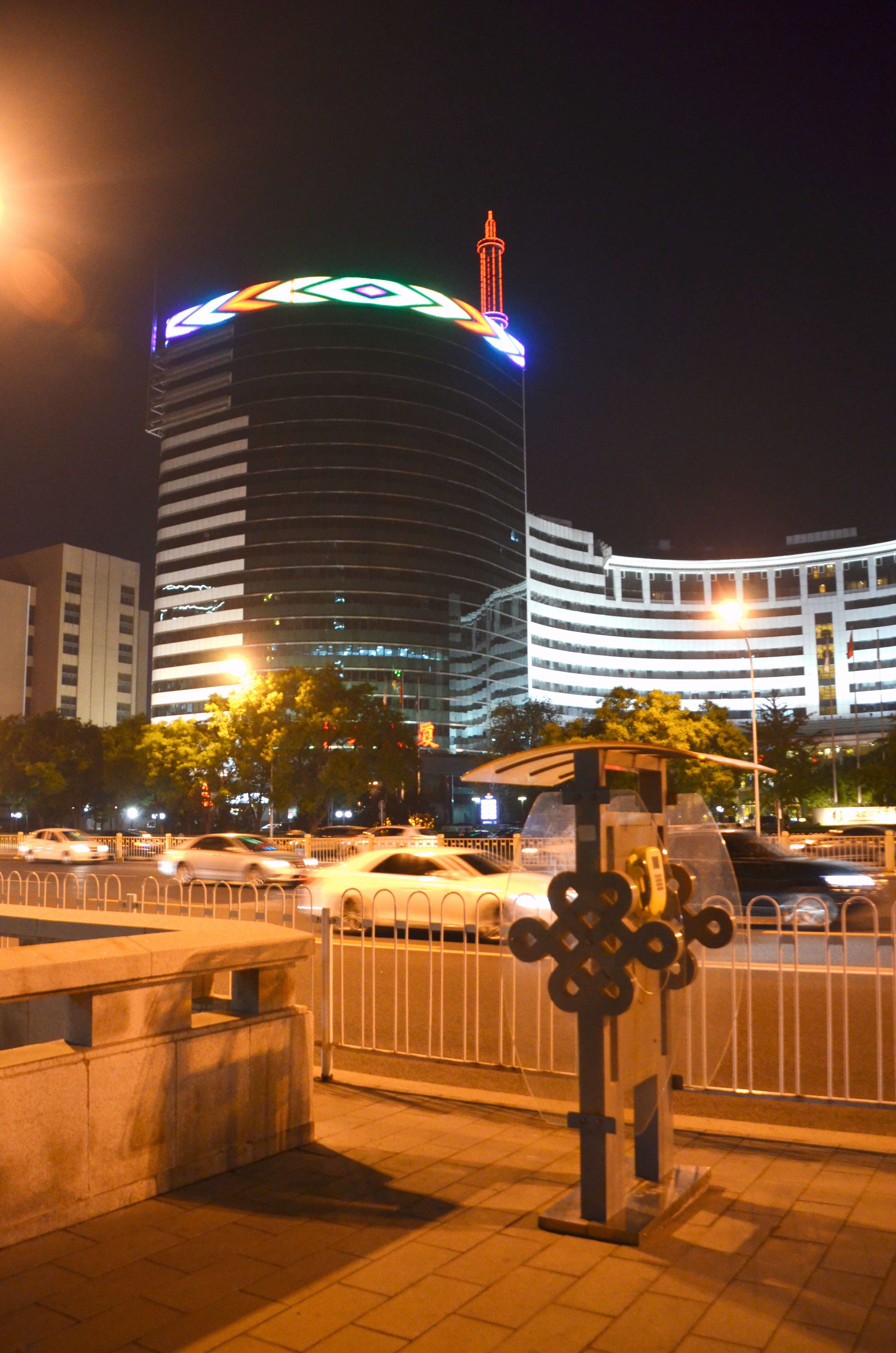
Телефонная будка в Пекине
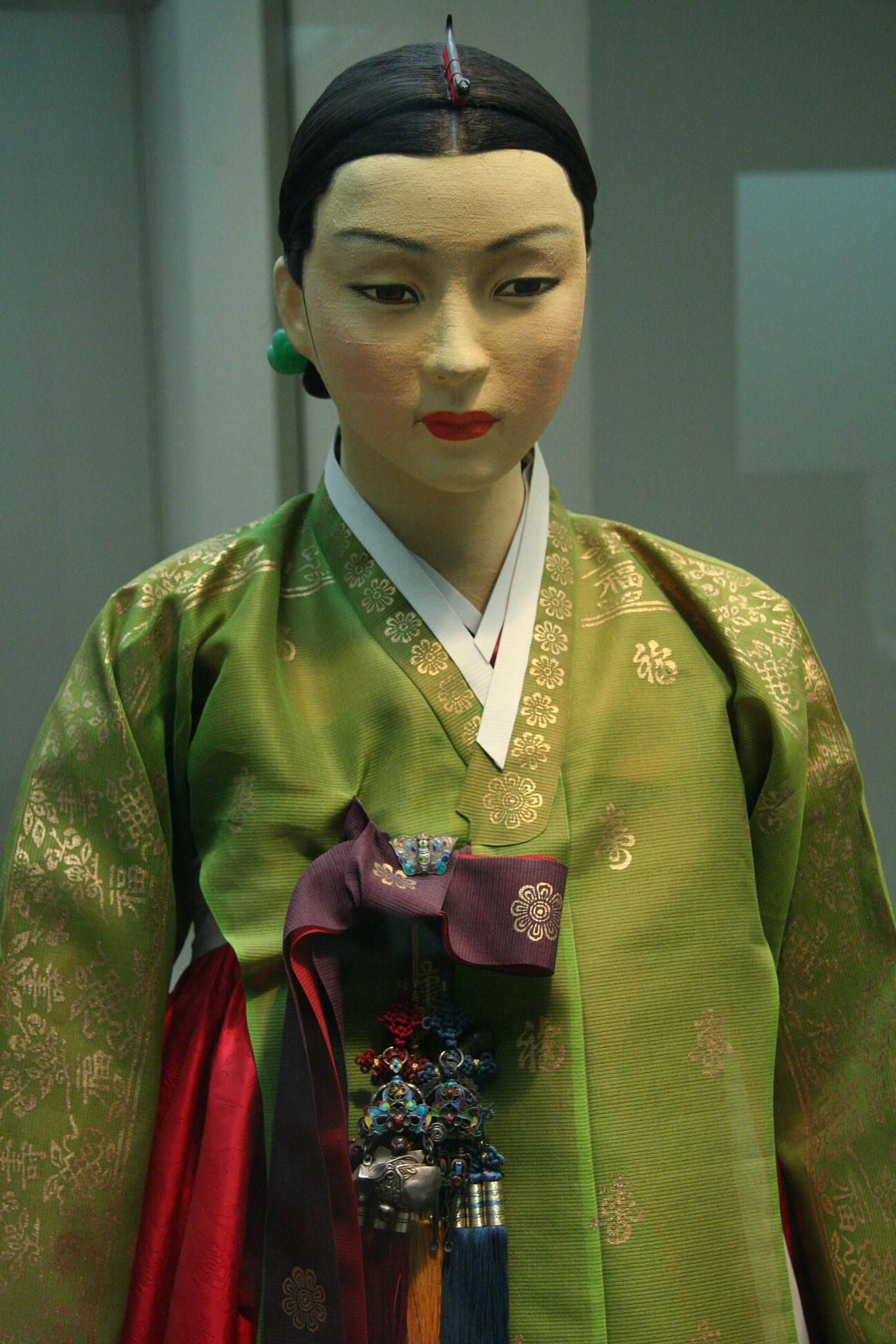
Корейский королевский ханбок в Национальном фольклорном музее Кореи
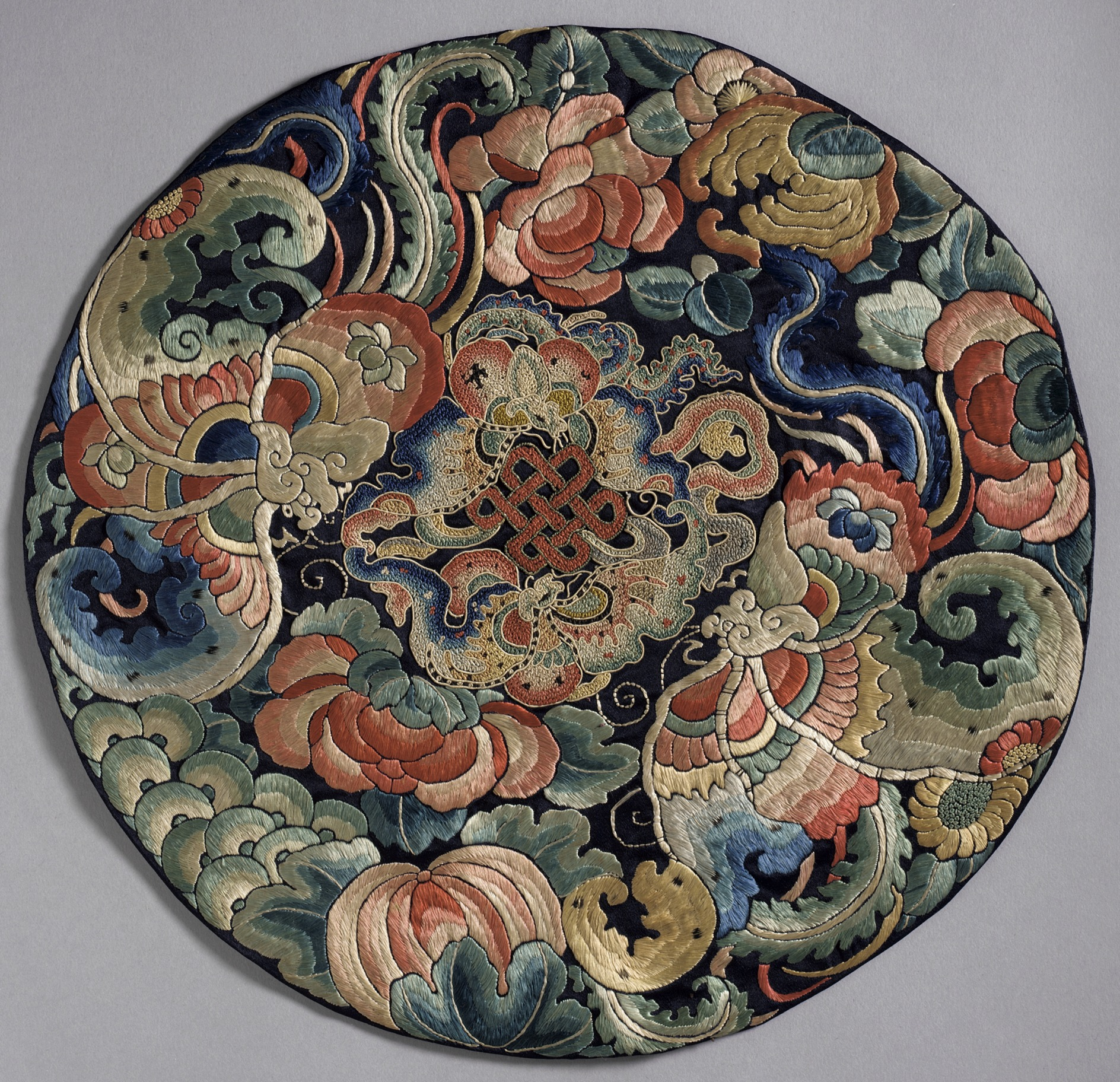
Китайская вышивка конца династии Цин (1850—1900)
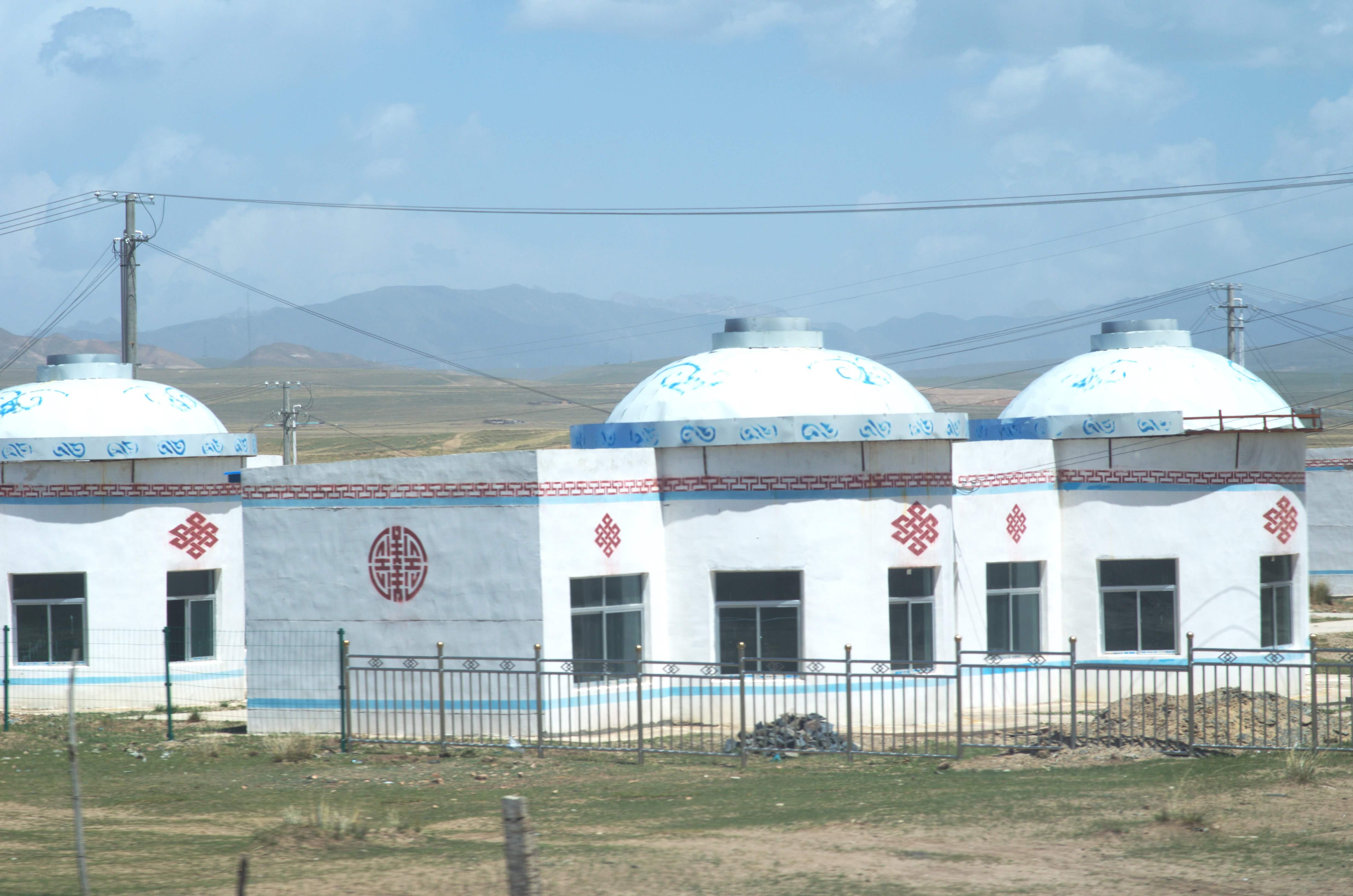
Монгольские юрты на берегу озера Цинхай
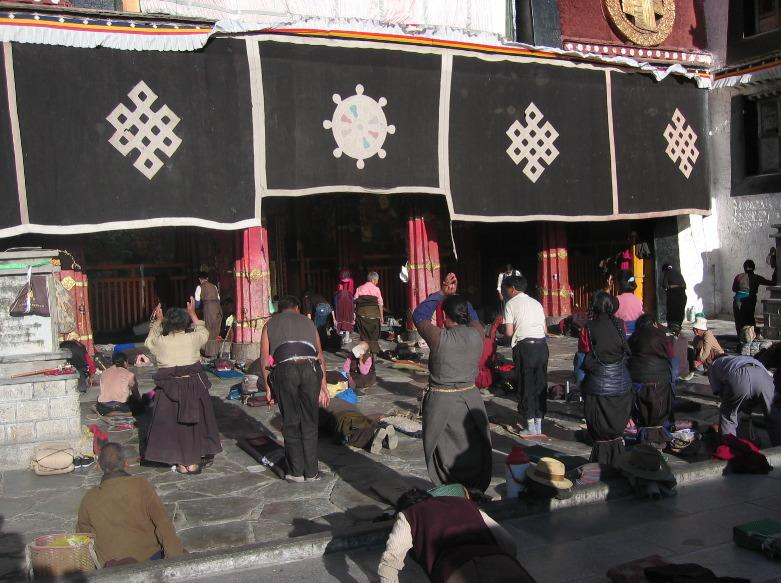
Вход в Джоканг (2004)
Герб Шебалинского района в Республике Алтай
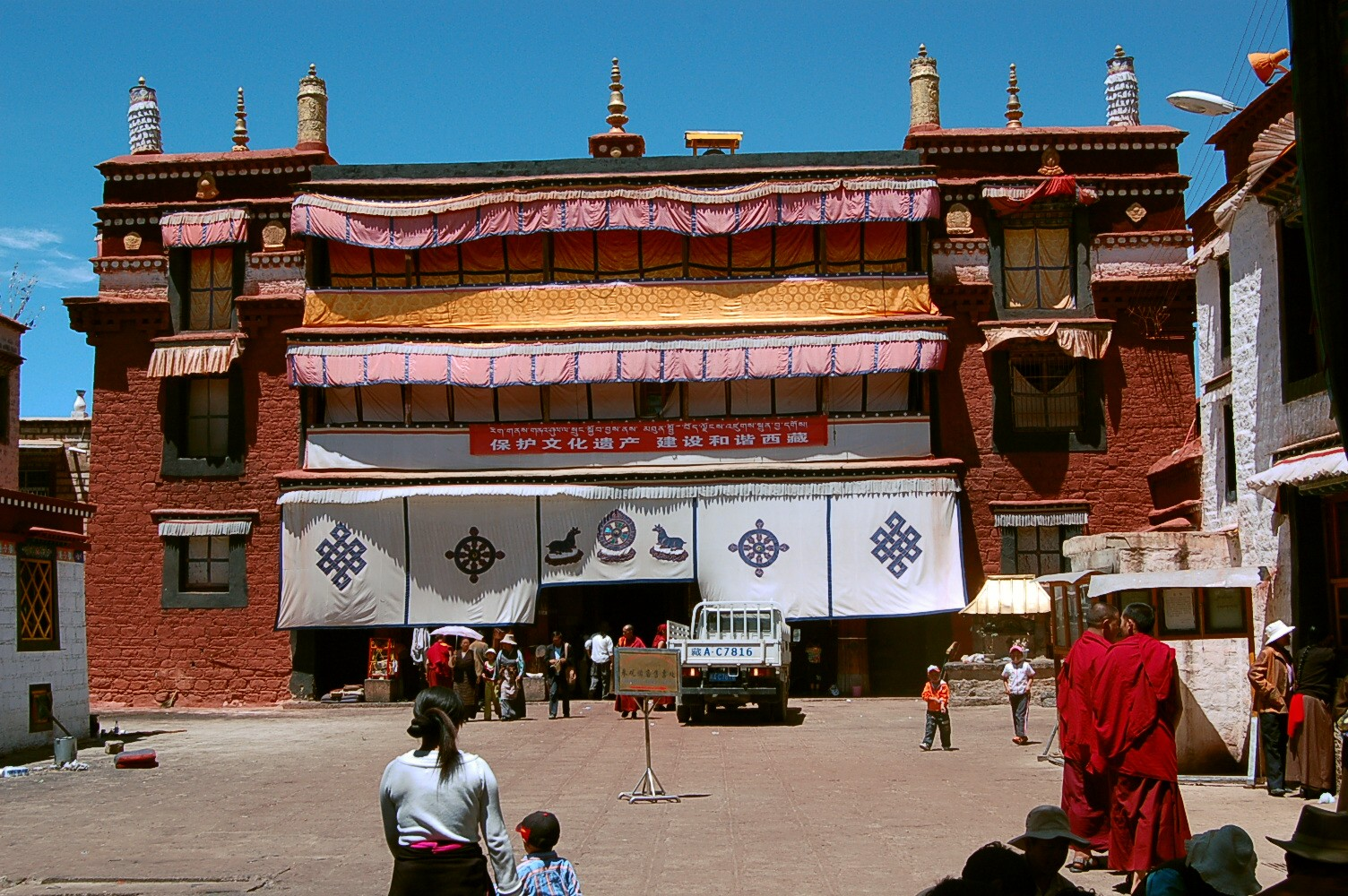
Хлопковых занавески у главного входа храма Рамоче в Лхасе
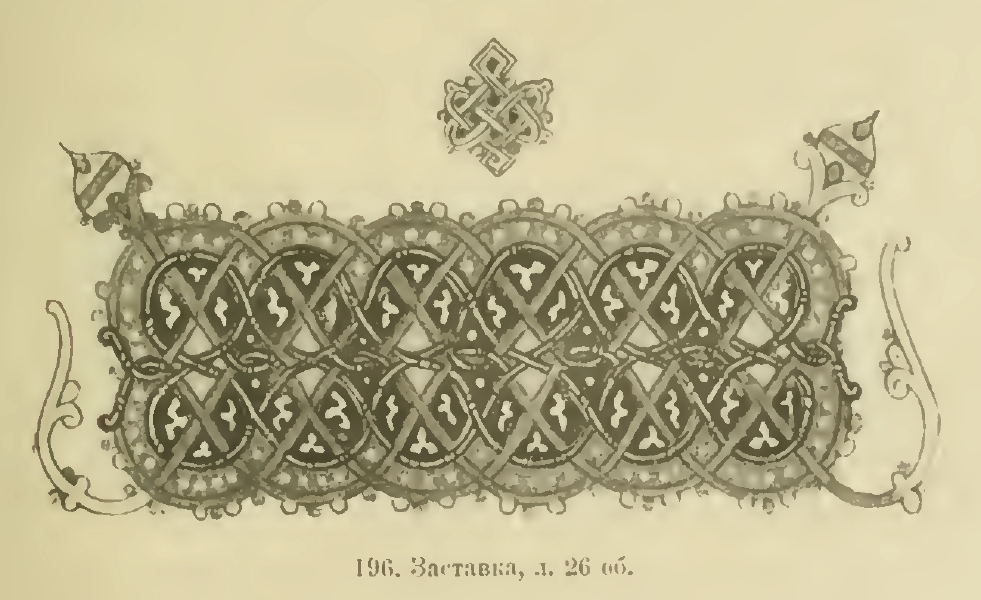
Орнамент на заставке

## Вечный узел
Вечный узел был известен ещё в III тысячелетии до н. э. Его изображение есть в Успенском соборе Московского кремля. Соединённые вместе 2 узла счастья образуют узел супружества.

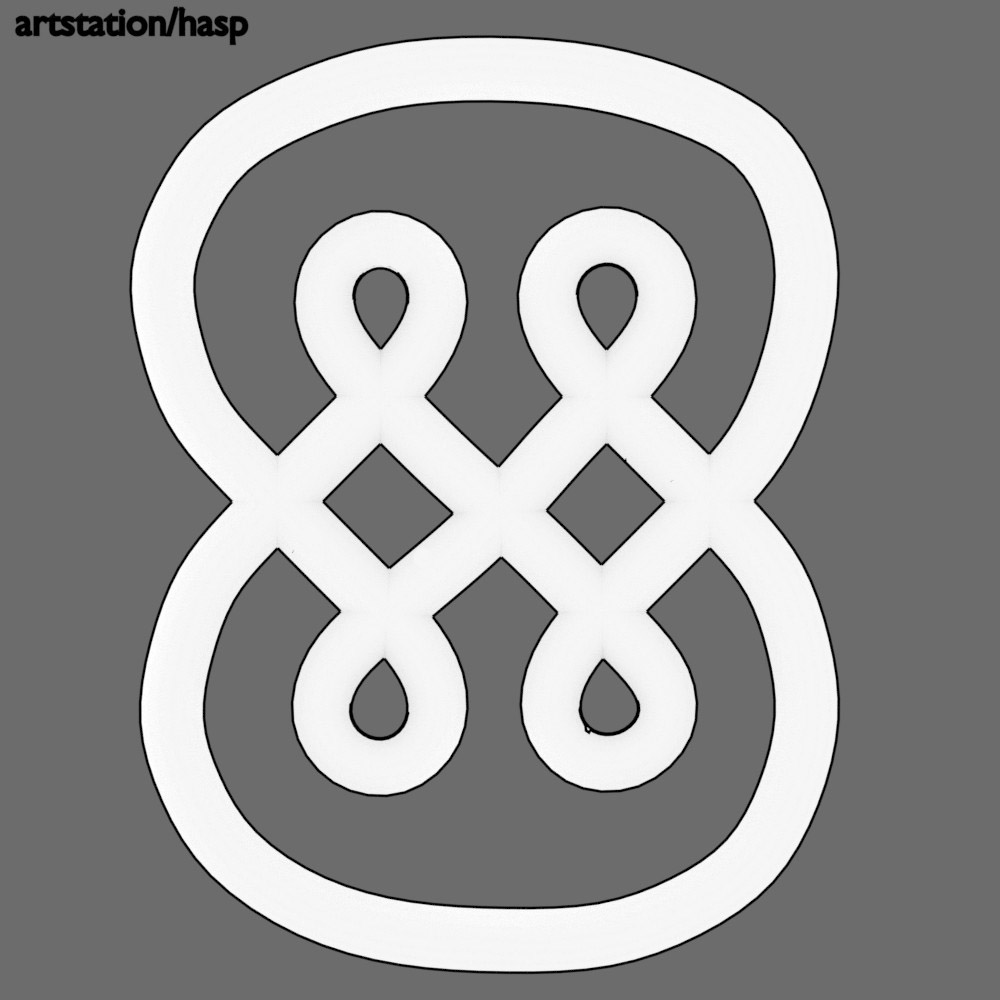
Вечный узел индской цивилизации (IX век)